# Plaza Memorial Viviente 11/9
 La Plaza Memorial Viviente 11/9 (en inglés: 9/11 Living Memorial Plaza; en hebreo: האנדרטה לזכר קרבנות אסון מגדלי התאומים, monumento de recuerdo a las víctimas de catástrofe de las Torres Gemelas) es un cenotafio ubicado en una colina en el Valle de Arazim, en la zona de Ramot, Jerusalén, Israel. La plaza, que ocupa 5 acres de terreno, fue construida para recordar y honrar a las víctimas de los atentados del 11 de septiembre del 2001 en Estados Unidos. 

## Monumento
El cenotafio mide 30 pies y está hecho de granito, bronce y aluminio. Representa una bandera estadounidense, ondeando y transformándose en la llama de una antorcha. Un trozo de metal fundido, de las ruinas de las Torres Gemelas, que se puede ver a través de un cristal, forma parte de pedestal sobre el que se apoya la bandera. Los nombres de las víctimas, incluidos cinco ciudadanos israelíes, están incrustados en placas de metal, colocadas en una pared circular que rodea la plaza.  
El monumento está estratégicamente ubicado a la vista del cementerio principal de Jerusalén, Har HaMenujot. Es el primer y único monumento fuera de los Estados Unidos que enumera los nombres de las casi 3.000 víctimas de los ataques del 11 de septiembre.
El cenotafio fue diseñado por el artista Eliezer Weishoff . Fue encargado por el Fondo Nacional Judío y costó 10 millones de shekels (2 millones de dólares). La ceremonia de inauguración se llevó a cabo el 12 de noviembre del 2009, asistieron miembros del gobierno y el parlamento israelí, el embajador de Estados Unidos en Israel, James B. Cunningham, familiares de las víctimas y otros.

## Cultura popular
Israel ha emitido sellos postales con la imagen del memorial, como tributo a las víctimas. Además, la Corporación de Monedas y Medallas de Israel emite medallas para las víctimas del 11 de septiembre con la imagen del memorial.

## Monumentos adicionales
Después del tiroteo en la sinagoga de Pittsburgh en el 2018, el Fondo Nacional Judío erigió una placa de piedra con los nombres de las 11 víctimas de ese ataque, junto al Plaza Memorial Viviente. En febrero de 2019, el alcalde de Pittsburgh, Bill Peduto, plantó un árbol de olivo junto a la placa "como símbolo de paz y continuidad".

## Galería

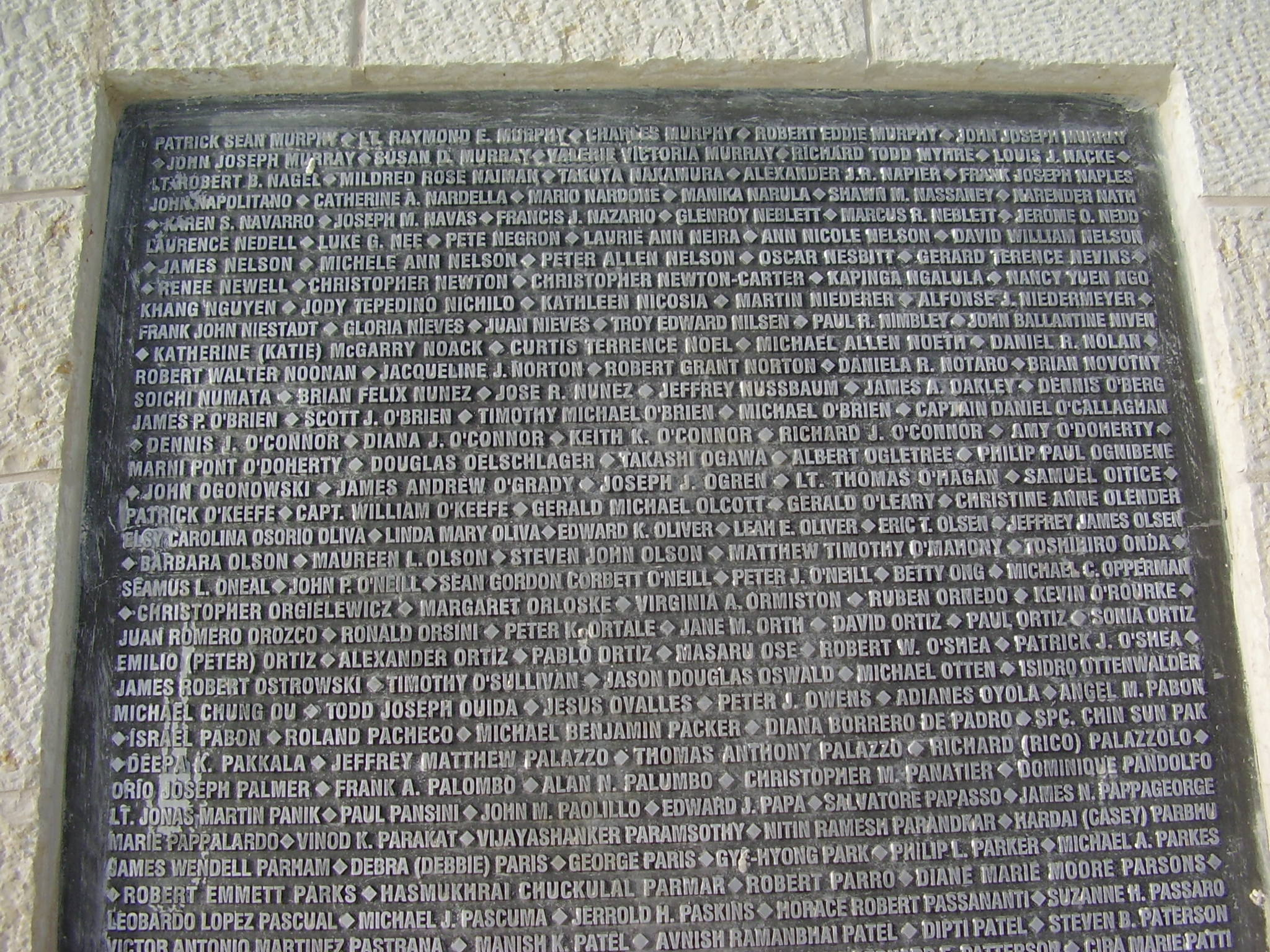
Nombres de las víctimas de los atentados del 11 de septiembre.
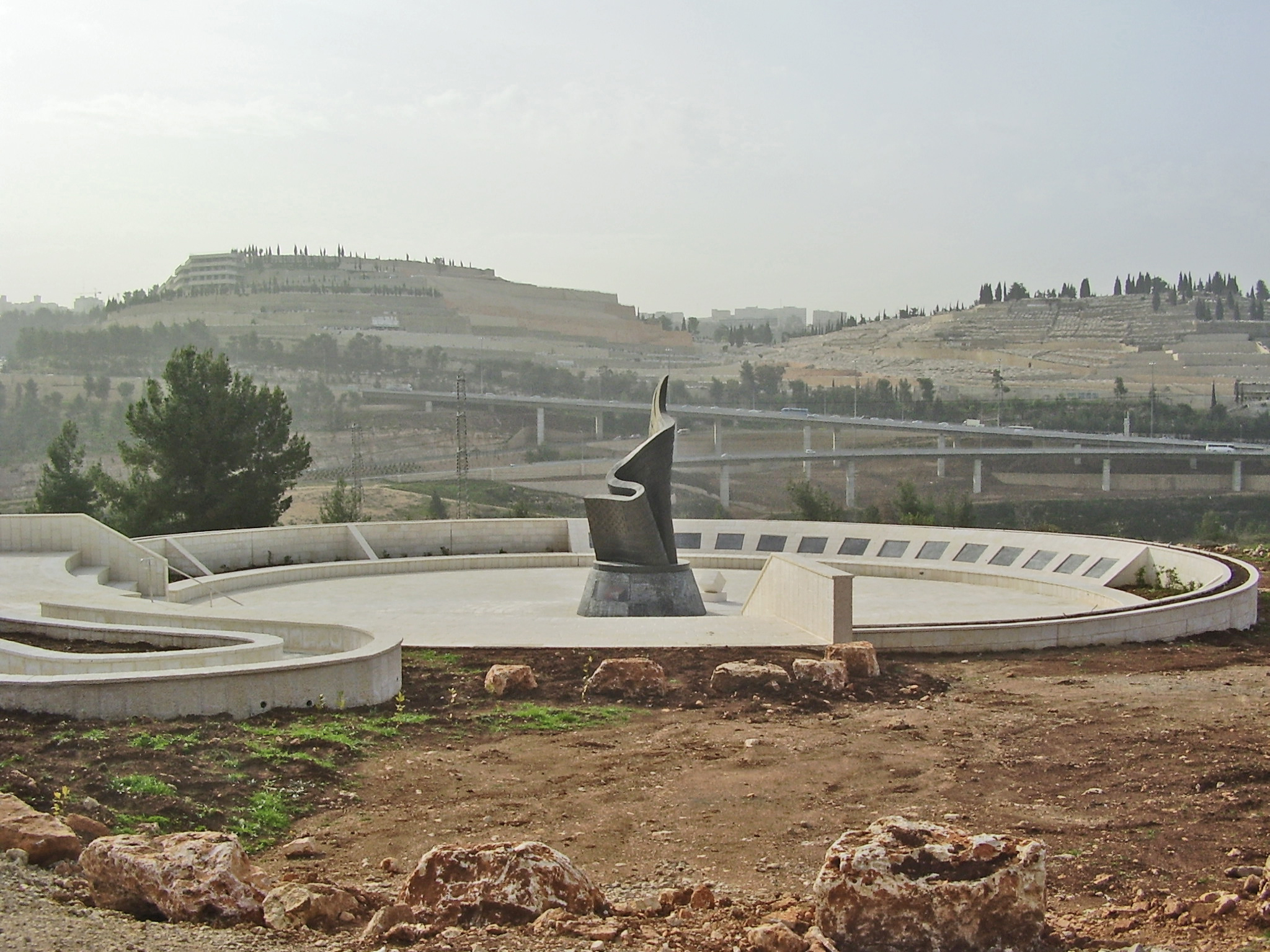
Vista general del monumento frente a Har HaMenujot.
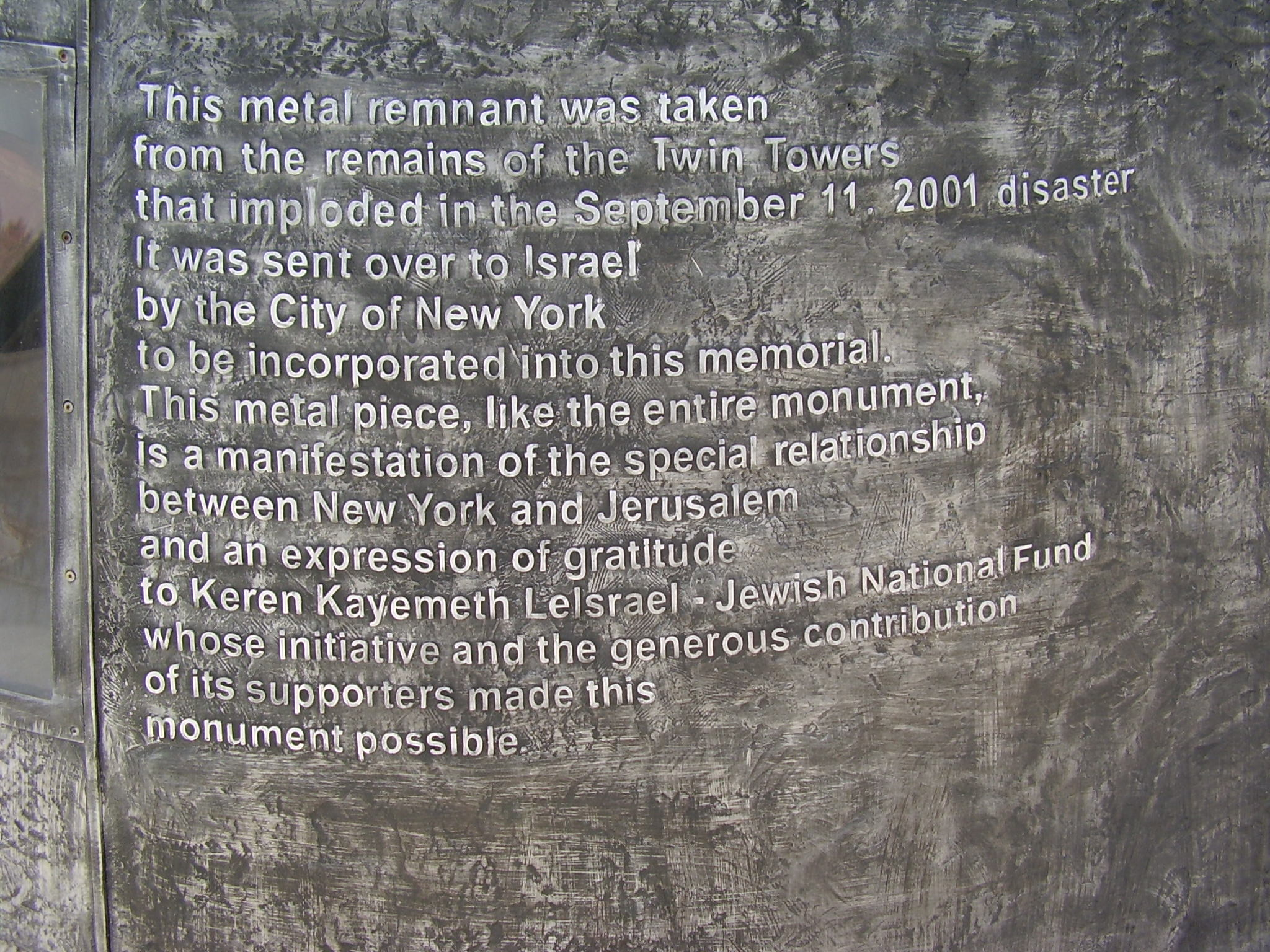
Inscripción en el monumento.
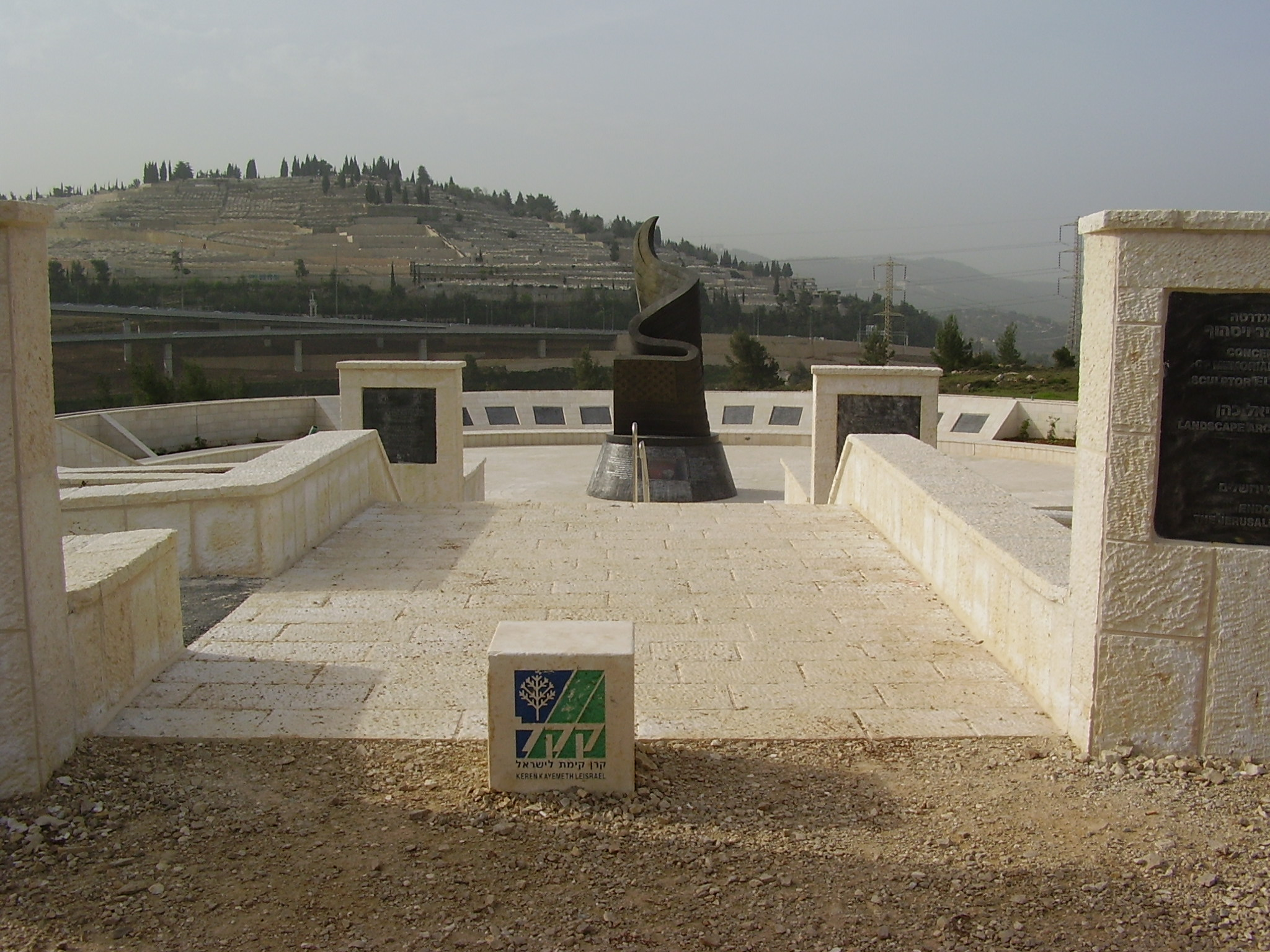
Vista general de la plaza.
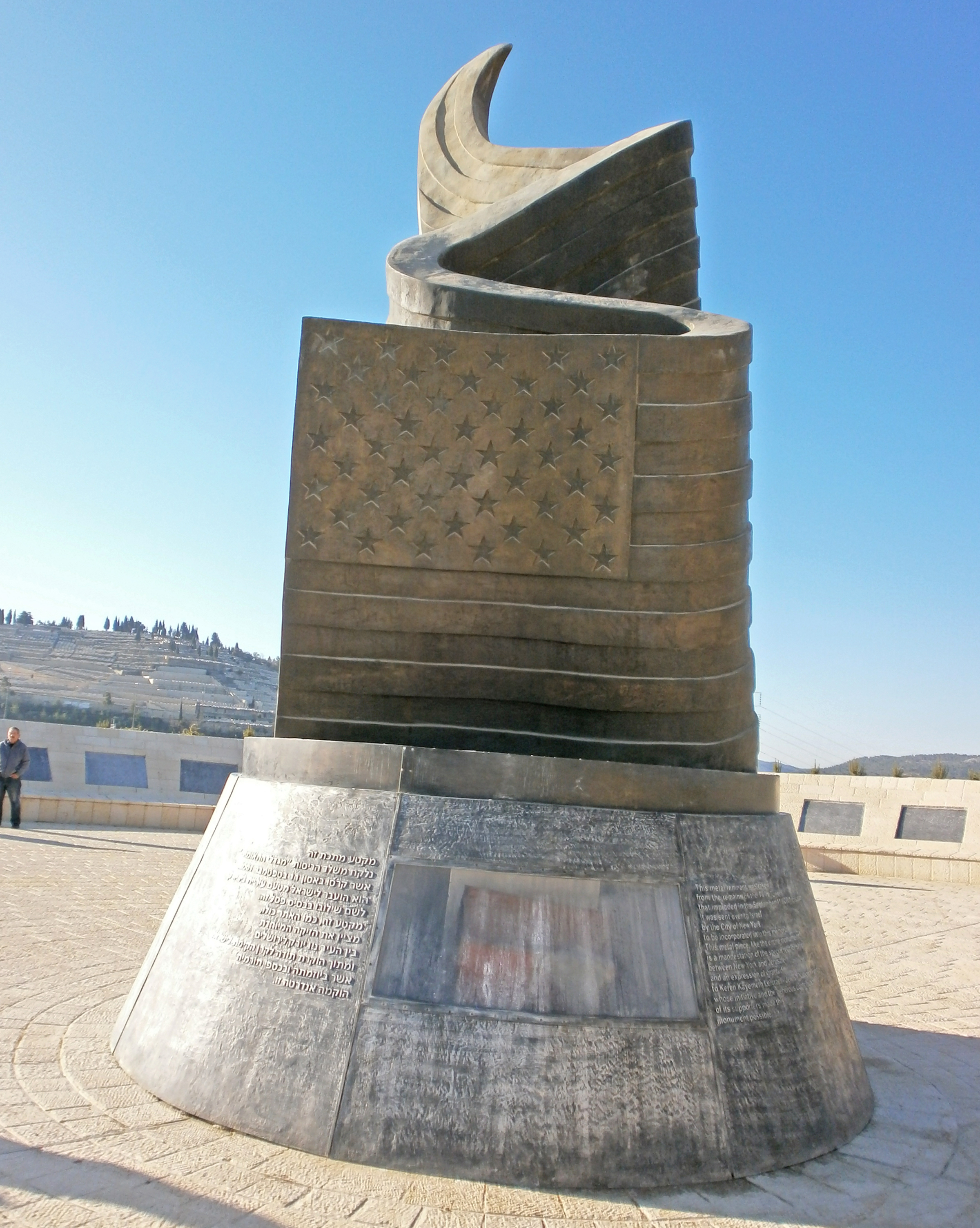
Parte de la bandera de Estados Unidos ondeando.
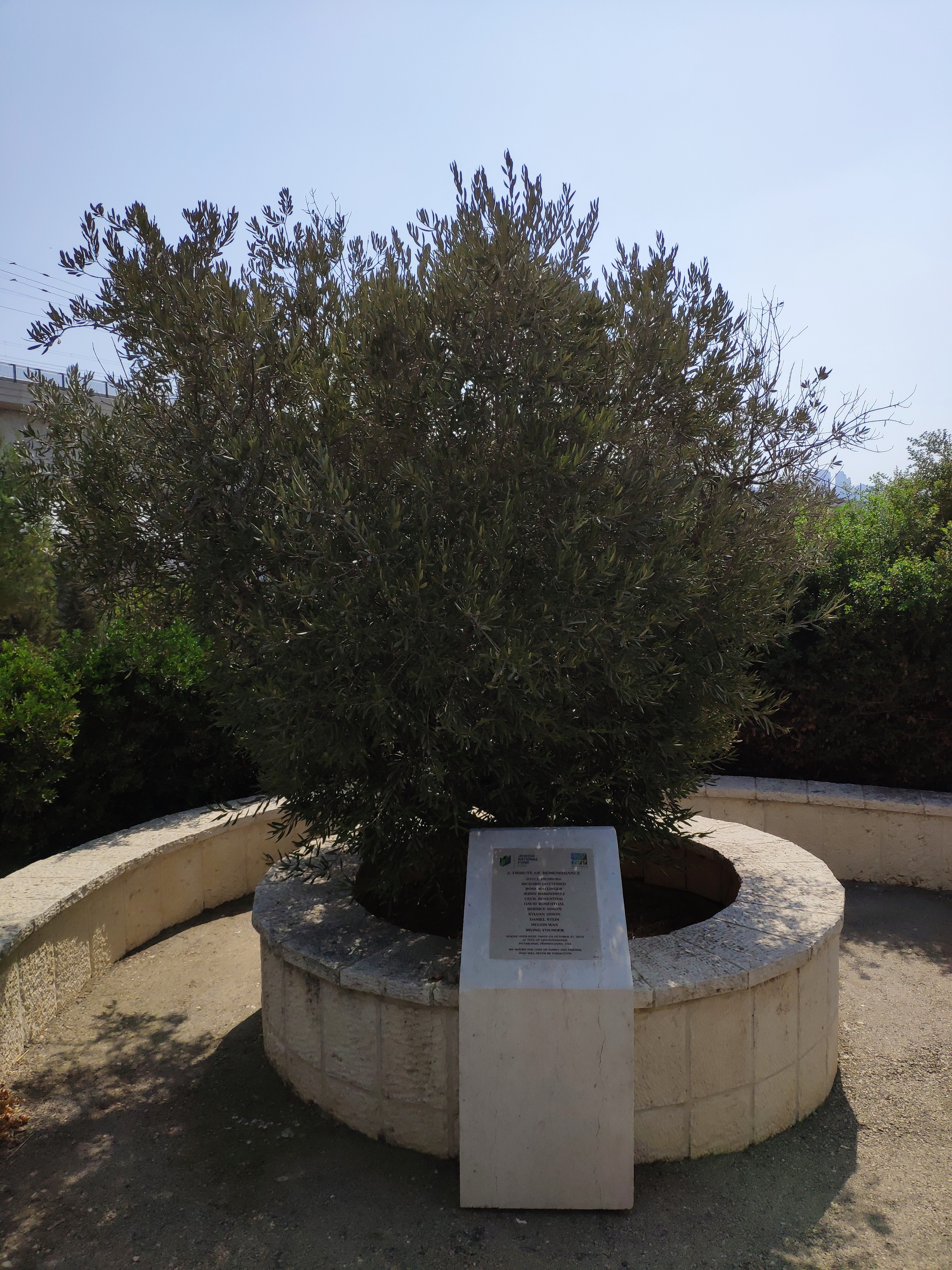
Árbol de Olivo plantado en honor a las víctimas del tiroteo en la sinagoga de Pittsburgh en el 2018.
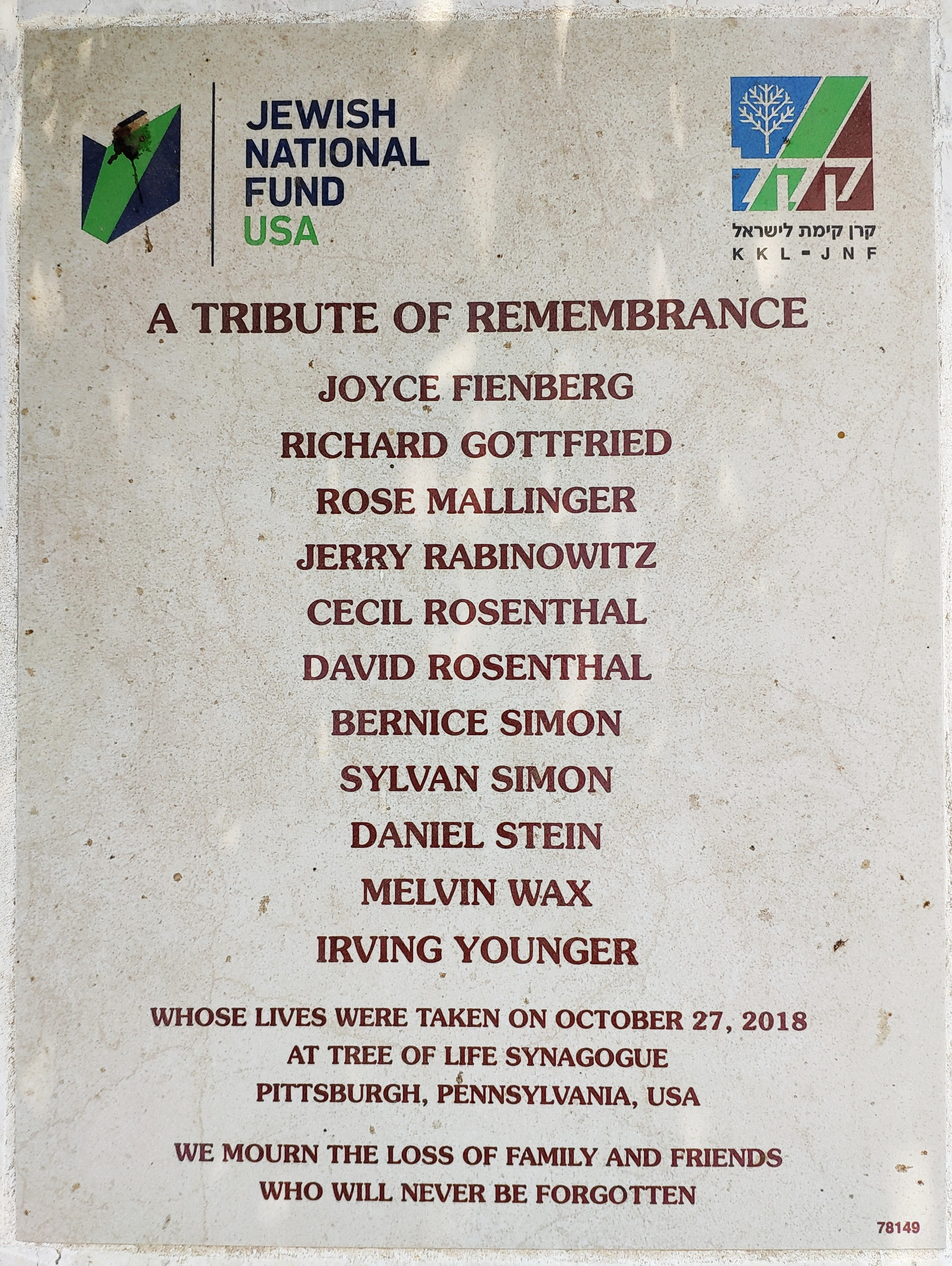
Placa con los nombres de las víctimas del tiroteo en la sinagoga de Pittsburgh.